# Ngôn ngữ Creole
Ngôn ngữ Creole hay đơn giản là Creole là thuật ngữ để chỉ loại ngôn ngữ được sử dụng bởi một cộng đồng nhất định, được sinh ra do sự tiếp xúc của hai hay nhiều ngôn ngữ khác của những cá thể trong cộng đồng ấy. Hầu như tất cả Creole đều có nguồn gốc từ pidgin, một dạng ngôn ngữ thứ hai đơn giản dùng trong việc giao tiếp giữa những người có hai (hay nhiều) ngôn ngữ mẹ đẻ khác nhau. Sau một thời gian loại ngôn ngữ đơn giản này được ổn định và biến thành phương tiện giao tiếp chính. Tiếng Tây Bồi một thuở ở Việt Nam thời Pháp thuộc có thể coi như một pidgin mà có thể sinh ra ngôn ngữ Creole Việt-Pháp nếu đủ động lực kinh tế và xã hội. Tuy nhiên tiếng Tây bồi đã tàn lụi khi nền thuộc địa Đông Dương cáo chung vào thập niên 1950.